# Shout it Out
Shout it Out（シャウト・イット・アウト）は、大阪府堺市出身のバンド。未確認フェスティバル初代グランプリ。略称はシャウト、シャリラ。所属事務所はBLUE LABEL、所属レーベルはポニーキャニオン。

## メンバー
山内 彰馬 (やまうち しょうま、1996年7月10日) - ボーカル&ギター
- 大阪府出身
- 作詞・作曲を担当
- 2019年10月、新バンドmotherを結成。

 細川 千弘 (ほそかわ ちひろ、1996年12月25日) - ドラム / リーダー
- 愛知県出身
- 2015年12月25日に正式メンバーとして加入
- 実兄の細川雅弘はthe unknown forecastのベーシストとして閃光ライオット本選に出場した。
- 2018年10月からサポートドラマーを務めてきたKOTORIに正式加入。彼の正式加入については、4月29日に神奈川・横須賀かぼちゃ屋で行われたライブツアー「LOCAL MATCH 2019」最終公演内で発表された。
- 2024年6月18日から7月23日にかけて行うワンマンツアー「Japanese Super Perfect Tour」をもってバンドを脱退することが発表された[2]。

## 旧メンバー
露口 仁也 (つゆぐち じんや) - ギター
- 大阪府出身
- 光の唄、17歳などを作曲

たいたい(新山 大河) - ベース
- 大阪府出身
- メジャーデビューまでは本名の新山 大河として活動していた
- Shout it Outの発起人

西浦 和希(にしうら かずき) - ドラムス
- 大阪府出身
- 未確認フェスティバル でグランプリを受賞し、脱退

## 略歴

### 結成 - インディーズ
2012年4月、浪速高校に入学直後に軽音楽部で新山大河(たいたい)が山内に声をかけたことをきっかけに結成。KANA-BOONのコピーバンドとして活動をスタートさせる。
2013年4月に初の自主企画ライブを行い、同年12月に1st Demo「ソラモヨウ」を、5ヵ月後に2nd Demo「光の唄/花になる」を発表。2014年に「十代白書－頂上決戦2014－」の決勝へ進出したことを皮切りに、現役高校生ながらロックフェス「見放題」などの関西圏を中心とした大型イベントやコンテストに相次いで出演し、活動が本格化していく。
2015年からは東京を中心に活動も積極的に行うようになり、名古屋のサーキットイベント「SAKAE SP-RING」などに出演。 
2年連続で予選落ち（2013年は2次審査、2014年は3次審査で落選）していた「閃光ライオット」の実質的な後継フェスティバルである、「未確認フェスティバル2015」に、10代最後のチャンスとしてエントリーし、ファイナルステージ進出を果たす。
前年は客席から観ていたSTUDIO COASTのステージ上で応募総数3,254組の中から初代グランプリに輝いた。
その受賞をきっかけに、タワーレコードの新人発掘・育成レーベル・FIRE STARTERよりリリースしたシングル「17歳」は発売から1ヵ月で完売する。「イナズマロックフェス」や「MINAMI WHEEL」へ出演する。
同年10月に西浦が脱退し、細川がサポートメンバーとして参加。12月に正式メンバーとして加入。
12月16日にEggsレーベル第一弾アーティストとして、タワーレコード限定販売の流通盤ミニアルバム「Teenage」をリリース。
2016年1月クールで放送の読売テレビ・日本テレビ系ドラマ「ニーチェ先生」の主題歌に「ハナウタ」(EP「僕たちが歌う明日のこと」収録)が起用される。

### メジャー
2016年7月6日にシングル「青春のすべて」で、ポニーキャニオンよりメジャーデビューを果たす。プロデューサーはSUPER BEAVERのギタリスト・柳沢亮太。
2016年9月5日に、たいたいと露口が9月3日のライブをもって脱退したことが、「SCHOOL OF LOCK!」にて山内と細川の口から発表される。
2018年6月5日、公式サイトにて、8月で活動を終了することを発表。

## エピソード
- 未確認フェスティバルのグランプリ獲得賞金100万円の使い道についてメンバー間で話し合う中で、背中を押してくれた人たちや応援してくれた生徒(SCHOOL OF LOCK!リスナーの称呼)への恩返し、そして音楽シーンを盛り上げるために使うべきとの結論に至り、全額をつぎ込んで2015年10月20日にTSUTAYA O-EASTで入場無料のフリーライブ『NO MUSIC , NO TEENAGER』を開催。閃光ライオット時代から含めても前代未聞となる賞金の使い方に賛同した「SCHOOL OF LOCK!」が、メンバーを生放送ゲストに招いて告知の機会を設け、さらに特設サイトをオフィシャルHP上に開設するなどしてバックアップ。さらに大阪の先輩バンドであるBrian the Sun、SHE'Sがゲスト出演を快諾。当日の会場にはとーやま校長、あしざわ教頭も駆けつけ、多くの媒体・WEBニュースで取り上げられるなどし、結果的にShout it Outが音楽シーンの注目を集めるきっかけの一つとなった[6][7]。

- グループ名の略称の一つである「シャリラ」の名付け親は、山内と同い年で高校時代よりプライベートで親交のあるMrs. GREEN APPLEのGt＆Vo大森元貴である。地元・大阪や活動初期からのファンは「シャウト」の略称に馴染みがあることから、度々どちらで呼ぶべきなのか話題に上がるが、山内はツイッターで「（グループ名を）覚えてくれるならどちらでも嬉しい」という旨のコメントをしており、メンバーは双方を公認している。[要出典]

- インディーズラスト盤となった「僕たちが歌う明日のこと」のリリース時、“Shout it Outが逢いたい人”をテーマにSUPER BEAVERのボーカル渋谷龍太や、俳優の須賀健太らと対談を行い、フリーペーパーとして全国のレコード店で配布した。それ以降、須賀健太はShout it OutのファンであることをSNSなどで公言している。[要出典]

- メジャーデビューの際、心からの言葉を音楽として実直に届ける姿に、多大な影響を受けていることを公言してきた『SUPER BEAVER』の大半の楽曲を手掛ける柳沢亮太(Gt)に、Shout it Outメンバーからプロデュースを切願。柳沢がその想いに応える格好で、プロデューサーとして全楽曲を手掛けた。山内は「やなぎさんのおかげで、10代の衝動を、そのままの純度でぶっ放てる作品ができた」とのコメントを残している。[要出典]

## ディスコグラフィー

### メジャー

#### 配信限定シングル
|     | 発売日        | タイトル         | 規格                   |
| --- | ------------- | ---------------- | ---------------------- |
| 1st | 2018年1月27日 | アフタースクール | デジタル・ダウンロード |

アルバム

## タイアップ
| 起用年 | 楽曲名           | タイアップ先                                          |
| ------ | ---------------- | ----------------------------------------------------- |
| 2015年 | 光の唄           | レコチョク・Eggsアプリ CMスポット                     |
| 2016年 | ハナウタ         | 読売テレビ・日本テレビ系 ドラマ『ニーチェ先生』主題歌 |
| 2016年 | 逆光             | 『未確認フェスティバル2016』公式応援ソング            |
| 2016年 | DAYS             | MXTV他アニメ「DAYS」エンディング・テーマ              |
| 2018年 | アフタースクール | 映画「ちょっとまて野球部!」主題歌                     |

## ミュージックビデオ
| 監督           | 曲名             | 出演者                 |
| 森本一平       | 「17歳」         | 藤麻理亜               |
| 大久保拓朗     | 「光の唄」       | 古畑星夏、根本真陽     |
| 大久保拓朗     | 「逆光」         | 寺田育澄               |
| 半田淳也       | 「青春のすべて」 | 立石晴香               |
| エリザベス宮地 | 「DAYS」         | 猫ひろし、有川結女ほか |
| エリザベス宮地 | 「青年の主張」   | 須賀健太               |
| モリカツ       | 「道を行け」     | 小槙まこ               |